# Chloe's Closet
Chloe's Closet (en España La magia de Chloe y en Hispanoamérica El closet de Cloe) fue una serie británica infantil de dibujos animados creado por MoonScoop que se lanzó en Sprout desde el 12 de julio de 2010 hasta el 9 de febrero de 2014. En España se emitiò en Playhouse Disney, luego en Disney Channel y Clan y en Latinoamérica se emitió en CBeebies.
La serie fue renovada para una segunda temporada el 27 de julio de 2013.

## Temporadas
| Temporada | Temporada | Episodios | Estados Unidos      | Estados Unidos       |
| Temporada | Temporada | Episodios | Comienzo            | Final                |
| --------- | --------- | --------- | ------------------- | -------------------- |
|           | 1         | 26        | 12 de julio de 2010 | 21 de agosto de 2010 |
|           | 2         | 26        | 27 de julio de 2013 | 9 de febrero de 2014 |

## Sinopsis
Las aventuras de una niña galesa (Chloe) y sus amigos (Tara, Jet, Danny, Riley, Lil, Mac y Carys) y sus juguetes (Zanahoria, Wizz y Soggy) cuando van en aventuras mágicas en su armario de su habitación.

## Personajes
- Chloe Corbin – Es el personaje principal de la serie. Le encanta ir en aventuras con sus amigos y sus juguetes, y tiene diseños encima siendo una historiadora. Sus frases más comunes son "¡Piruletas!", "¡Pepinillos!", "Cualquier cosa es posible en mi mundo.", "No en mi mundo.", " Son en mi mundo." Y "Cualquier cosa puede pasar en mi mundo."[6]
- Zanahoria – Un juguete de felpa y una manta de seguridad que Chloe posee. Es valiente, amistoso y suave. Sus frases son "¡Ninguna preocupación!" Y "¡Volando plumas!".[7]
- Tara Jansen – La mejor amiga de Chloe, que es una niña irlandesa pelirroja.[8]
- James "Jet" Horton – El mejor amigo de Chloe, que es un niño británico .[9]
- Daniela "Danny" Rylant – Es la amiga de Chloe que es escocesa.
- Riley Harris – Es el amigo de Chloe que es británico.
- Lillian "Lil" McGwire – Es el amigo de Chloe que es la hermana mayor de Mac y que es escocesa.
- Marcus "Mac" McGwire – Es el hermano menor de Lil.
- Carys Mozart – Es la nueva amiga de Chloe que es una niña galesa y que le gustan los ponis.
- Soggy – La rana de juguete de Chloe.
- Wizz – El perro de juguete mecánico de Chloe.
- Señora Gina Corbin – La madre de Chloe que es rubia y que aparece en algunos episodios.
- Señor Paul Corbin – El padre de Chloe que aparece en algunos episodios.
- Hootie-Hoo – El búho de juguete de Chloe.

## Emisión
La Magia de Chloe se lanzó en Disney Junior en Australia y Nueva Zelanda. En los EE.UU. el programa de lanzó en Sprout. En el Reino Unido se emitió en el bloque de Channel 5 Milkshake!.